# 馬爾夸斯山
72°29′S 62°30′W / 72.483°S 62.500°W
馬爾夸斯山（英語：Mount Marquis），是南極洲的山峰，位於帕爾默地的巴萊克海岸，處於莫里冰川以北7公里、迪茲海崖西南面52公里和普倫島北端以西50公里，屬於迪圖瓦山脈的一部分，美國地質調查局根據測量和美國海軍拍攝的空中照片繪入地圖，現時由南極條約體系管理。